# Poncarale
Poncarale (lombardul: Poncaràl) település Olaszországban, Lombardia régióban, Brescia megyében. Lakosainak száma 5184 fő (2023. január 1.). Poncarale Bagnolo Mella, Capriano del Colle, Flero, Montirone, Borgosatollo és San Zeno Naviglio községekkel határos.

## Népesség
A település lakossága az elmúlt években az alábbi módon változott:
| Lakosok száma | 5251 | 5229 | 5184 |
|               | 2017 | 2018 | 2023 |